# Бармин, Сергей Фёдорович
Сергей Фёдорович Бармин (26 ноября 1921 — 9 мая 1989) — передовик советской газовой промышленности, генеральный директор производственного объединения по транспортировкам и поставкам газа «Лентрансгаз» Министерства газовой промышленности СССР, Герой Социалистического Труда (1966).

## Биография
Родился 26 ноября 1921 года в селе Шонгуты, ныне Апастовского района Республики Татарстан.
В 1940 году был призван в ряды Красной Армии. С самого начала Великой Отечественной войны принимал участие в боях. Службу проходил авиамехаником 63-го гвардейского истребительного авиационного полка, гвардии старший сержант. 
В 1947 году уволен с военной службы. Демобилизовавшись, трудоустроился в газовую промышленность. В начале трудовой деятельности стал работать машинистом Моршанского компрессорного цеха первого советского магистрального газопровода «Саратов – Москва».
В 1957 году завершил обучение в Московском нефтяном институте имени Губкина, получил специальность «Инженер транспорта и хранения нефти и газа».
На протяжении пяти трудовых лет работал в Щёкинском районе. С 1957 по 1958 годы трудился главным механиком, с 1958 по 1962 годы работал в должности начальника Щёкинского районного управления дирекции строящихся газопроводов. В 1962 году назначен на должность главного инженера Ленинградского управления магистральных газопроводов. На газопроводе «Ставрополь – Москва» с его участием и под руководством началось освоение принципиально новых для мировой практики газоперекачивающих агрегатов компрессорных станций. Введённые по его требованию краны, отключающие компрессорную станцию, известны каждому специалисту-газотранспортнику как охранные магистральные краны.
За выдающиеся заслуги в развитии газовой промышленности и достижение высоких технико-экономических показателей при выполнении заданий семилетнего плана, Указом Президиума Верховного Совета СССР от 1 июля 1966 года Сергею Фёдоровичу Бармину было присвоено звание Героя Социалистического Труда с вручением ордена Ленина и золотой медали «Серп и Молот».
C 1966 и до конца своей жизни работал в должности начальника Ленинградского управления магистральных газопроводов – генеральным директором производственного объединения по транспортировкам и поставкам газа «Лентрансгаз».
Является автором двух научных трудов: «Справочник работника магистральных газопроводов» (1974) и «Компрессорные станции магистральных газопроводов» (1975).
Активный участник общественной жизни города Ленинграда. С 1969 по 1971 годы избирался депутатом Ленинградского городского Совета депутатов трудящихся. Был председедателем общественного производственно‐технического исследовательского отдела (ОПТИС), а также с 1969 по 1977 годы являлся председателем редакционной коллегии по изданию книг «Библиотечка работников магистральных газопроводов».
Проживал в городе Ленинграде. Умер 9 мая 1989 года. Похоронен в Санкт-Петербурге на Красненьком кладбище.

## Награды
За трудовые и боевые успехи удостоен:
- золотая звезда «Серп и Молот» (01.07.1966),
- орден Ленина (01.07.1966),
- Орден Отечественной войны 2 степени (11.03.1985),
- Орден Красной Звезды (19.07.1944),
- две Медали «За боевые заслуги»,
- Медаль «За взятие Берлина»,
- Медаль «За победу над Германией в Великой Отечественной войне 1941—1945 гг.»,
- Медаль «В ознаменование 100-летия со дня рождения Владимира Ильича Ленина»,
- другие медали.

## Память
- 2 октября 2006 года филиалу ООО «Газпром ПХГ» Невскому управлению подземного хранения газа присвоено имя Героя Социалистического Труда Сергея Фёдоровича Бармина.
- На территории предприятия был установлен и открыт бюст Герою Социалистического Труда С.Ф.Бармину[3].